# Metacnephia borealis
Metacnephia borealis är en tvåvingeart som först beskrevs av Malloch 1919.  Metacnephia borealis ingår i släktet Metacnephia och familjen knott. Inga underarter finns listade i Catalogue of Life.